# Сафра Кац
Сафра Кац (хебр. צפרא כץ; Холон, 1. децембар 1961) је америчка банкарка милијардерка и извршна директорка компаније Oracle Corporation од априла 1999. године, а члан одбора од 2001. У априлу 2011. је именована за копредседницу и главну финансијску директорку задужену за извештавање оснивача Ларија Елисона. Септембра 2014. је компанија најавила њен одлазак са места генералног директора, Марк Херд и Кац су именовани за извршног директора, а децембра 2019. је најављена као једина извршна директорка након Хердове смрти. Примљена је у одбор компаније Дизни децембра 2017. године, са радом је почела фебруара 2018. Удата је за Гала Тироша са којим има два сина.

## Биографија
Рођена је у Холону као ћерка Јевреја. Њен отац је био имигрант из Румуније. Преселила се из Израела у Бруклајн са шест година. Завршила је средњу школу у Бруклину. Дипломирала је на Универзитету у Пенсилванији 1983. године и докторирала на Правном факултету у Пенсилванији 1986.
Током председничких избора 2016. године је учествовала у кампањи Марка Рубио. Касније је радила у транзиционом тиму Доналда Трампа, а медији су је често помињали као потенцијалног званичника у Трамповој администрацији. Током изборног циклуса 2018. године, донирала је преко 150.000 долара групама и појединцима који су оријентисани према републиканцима, укључујући конгресмена Девина Нунеса. Донирала је 125.000 долара кампањи Доналда Трампа за реизбор у мају 2020.